# Mermaid Avenue
Az 1998-as Mermaid Avenue Billy Bragg és a Wilco közös nagylemeze. Az album Woody Guthrie szövegíró korábban nem hallott szövegeire írt dalokat tartalmazza. A munkálatokat Guthrie lánya, Nora irányította. A lemez folytatása a 2000-ben megjelent Mermaid Avenue Vol. II. Az albumok egy Guthrie-dalról, a Mermaid's Avenue-ról kapták címüket. Ez egy valós utca New Yorkban, ahol Guthrie élt.
Bragg és a Wilco zeneileg nem akartak Guthrie nyomdokaiba lépni, inkább korabeli stílusú zenét írtak a dalokhoz. A kockázatos vállalkozást siker koronázta: az album Grammy-jelölést kapott, és szerepel az 1001 lemez, amit hallanod kell, mielőtt meghalsz című könyvben.

## Az album dalai
A szövegeket Woody Guthrie írta.
|     | Cím                                             | Szerző(k)                                                 | Hossz |
| --- | ----------------------------------------------- | --------------------------------------------------------- | ----- |
| 1.  | Walt Whitman's Niece                            | Bragg                                                     | 3:53  |
| 2.  | California Stars                                | Tweedy, Bennett                                           | 4:57  |
| 3.  | Way Over Yonder in the Minor Key                | Bragg                                                     | 4:06  |
| 4.  | Birds and Ships (közreműködik Natalie Merchant) | Tweedy                                                    | 2:13  |
| 5.  | Hoodoo Voodoo                                   | Tweedy, Bennett, Bragg, John Stirratt, Ken Coomer, Harris | 3:12  |
| 6.  | She Came Along to Me                            | Bragg, Tweedy, Bennett                                    | 3:26  |
| 7.  | At My Window Sad and Lonely                     | Tweedy                                                    | 3:27  |
| 8.  | Ingrid Bergman                                  | Bragg                                                     | 1:50  |
| 9.  | Christ for President                            | Bragg                                                     | 2:39  |
| 10. | I Guess I Planted                               | Bragg                                                     | 3:32  |
| 11. | One by One                                      | Tweedy                                                    | 3:22  |
| 12. | Eisler on the Go                                | Bragg                                                     | 2:56  |
| 13. | Hesitating Beauty                               | Tweedy                                                    | 3:04  |
| 14. | Another Man's Done Gone                         | Tweedy                                                    | 1:34  |
| 15. | The Unwelcome Guest                             | Bragg                                                     | 5:09  |

## Közreműködők
- Billy Bragg – gitár, ének
- Jeff Tweedy – gitár, szájharmonika, ének
- Jay Bennett – orgona, buzuki, clavinet, zongora, dob, háttérvokál
- Corey Harris – gitár, lap steel gitár
- Ken Coomer – ütőhangszerek, dob
- Natalie Merchant – ének
- John Stirratt – zongora, basszusgitár, háttérvokál
- Peter Yanowitz – dob
- Bob Egan – slide gitár
- Eliza Carthy – hegedű

## Fordítás
Ez a szócikk részben vagy egészben a Mermaid Avenue című angol Wikipédia-szócikk ezen változatának fordításán alapul.  Az eredeti cikk szerkesztőit annak laptörténete sorolja fel. Ez a jelzés csupán a megfogalmazás eredetét és a szerzői jogokat jelzi, nem szolgál a cikkben szereplő információk forrásmegjelöléseként.